# Igor Serrote
Igor Eduardo Schlemper, connu sous le nom de Igor Serrote, ou parfois simplement de Igor, est un footballeur brésilien né le 1er mars 2005 à Balneário Camboriú. Il joue au poste d'Arrière droit à Grêmio FBPA. 

## Carrière

### En club
Il rejoint l'académie de Grêmio FBPA en 2015 à l'âge de dix ans. Il signe son premier contrat professionnel en mars 2021 d'une durée de trois années. 
Il fait ses débuts en championnat le 29 septembre 2024 lors d'un match nul 0-0 obtenu sur la pelouse de Botafogo. Il entre à la 81' à la place d'Edenílson. 

### En sélection
Avec les moins de 20 ans, il participe au Championnat de la CONMEBOL en 2025 au Venezuela. Il joue 8 matchs pendant ce tournoi et le Brésil remporte le titre.

## Palmarès
- Vainqueur du Championnat de la CONMEBOL des moins de 20 ans en 2025